# Soubran
Soubran – miejscowość i gmina we Francji, w regionie Nowa Akwitania, w departamencie Charente-Maritime.
Według danych na rok 1990 gminę zamieszkiwało 328 osób, a gęstość zaludnienia wynosiła 25 osób/km² (wśród 1467 gmin regionu Poitou-Charentes Soubran plasuje się na 690. miejscu pod względem liczby ludności, natomiast pod względem powierzchni na miejscu 670.).